# Xadrez espacial
O Xadrez de Raumschach é um variante do xadrez jogada num tabuleiro com três dimensões. Foi inventada por Ferdinand Maack em 1907 sendo que Raumschach significa xadrez espacial no idioma alemão.
O jogo é praticado em cinco tabuleiros com cinco colunas e cinco fileiras que formam um cubo perfeito. Cada plano é anotado conforme notação algébrica sendo que os planos são anotados de baixo para cima pelas letras maiúsculas A, B, C, D e E sendo o nível A das peças brancas e o nível E das pretas. Além das dezesseis peças empregadas no xadrez ortodoxo, são utilizados dois peões extras e dois unicórnios, usualmente representados em diagramas pela figura do cavalo invertida. Não existe a captura en passant e o movimento de roque.